# Telese Terme
Telese Terme (fino al 1992 solo Telese) è un comune italiano di 7 622 abitanti della provincia di Benevento in Campania.

## Geografia fisica
Telese Terme è situata al centro della valle Telesina, alla destra del fiume Calore Irpino.
Fa parte della Regione Agraria n.4 - Colline del Calore Irpino inferiore.
Sorge ai piedi del monte Pugliano, alle cui falde sgorgano delle sorgenti di acqua sulfurea che alimentano gli stabilimenti termali.
All'estremità est del comune è presente il lago di Telese.

### Idrografia
- Rio Grassano: fiume che nasce a San Salvatore Telesino, sul monte Pugliano. Ha come affluente il torrente Seneta. Sfocia nel Calore Irpino e sul suo corso d'acqua è nato un parco naturalistico.
- Torrente Seneta: breve fiume che nasce dal monte Pugliano, oltrepassa la cittadina e sfocia nel rio Grassano.
- La cittadina ospita un importante Stabilimento termale di acque sulfuree (Terme di Telese) che rappresentano la principale attività economica della Valle Telesina.

## Storia

### Dalle origini al terremoto del 1349
Le origini di Telese vanno ricercate nella città romana di Telesia, importante centro che nel 215 a.C. fu riconosciuto urbs foederata (città alleata di Roma). I cospicui ruderi di Telesia si possono ancora oggi vedere a pochi chilometri da Telese Terme, nel territorio comunale di San Salvatore Telesino.
Intorno al X secolo si ha notizia dell'edificazione di una Cattedrale che era sita fuori le mura di Telesia, nella zona dove attualmente sorge Telese Terme (via Roma). Nacque così un borgo fuori le mura di Telesia che si consolidò intorno alla Cattedrale, sede del vescovo e dell'antichissima diocesi telesina, risalente al V secolo.
Il terremoto del 1349 rase al suolo Telesia. Le numerose ed intense scosse, che si protrassero sino al 9 settembre dello stesso anno, provocarono degli episodi di sprofondamento e di sconvolgimento del suolo che originarono stagni, paludi, il Lago, delle emanazioni di anidride carbonica e di anidride solforosa che resero l'aria irrespirabile e la vita quasi impossibile.
Le mofete nate a seguito del sisma del 1349 furono all'origine dell'abbandono di Telesia. Anche i vescovi abbandonarono la cittadina a causa delle numerose malattie che il clima malsano portava.
Mons. Branca, vescovo dal 1413 al 1453, scrisse che "aveva sperimentato sempre più insalubre e micidiale l'aere che, oltre la sua grossezza, erasi renduto assai guasto e corrotto per la esalazione delle mofete e delle acque stagnanti, cui accoppiavasi la umidità cagionata dalle correnti del rio Grassano".
Nel 1609 il vescovo mons. Giovanni Francesco Leone si rivolse alla Congregazione per i Vescovi chiedendo il definitivo trasferimento delle funzioni episcopali e canonicali da Telese a Cerreto Sannita "in considerazione che sia i canonici che lo stesso Duca sono d'accordo che ogni ulteriore permanenza stabile a Telese è impossibile per lo stato deplorevole della Cattedrale, la malignità dell'aere, la desolazione della città, rimasta senza popolo, l'esistenza perniciosa delle mofete e delle acque stagnanti e paludose e anche perché i canonici, per recarsi a Telese dai vicini paesi, pativan disastri ed erano assaltati per la strada dai ladri i quali si nascondevano nel vicino bosco di monte Pugliano".
La Congregazione diede il suo assenso al trasferimento della diocesi da Telese a Cerreto il 22 maggio 1612.

### La lenta rinascita
Telese, originariamente feudo dei Gaetano, nel 1487 passò ai Lagonessa e nel 1540 ai Caracciolo. Il feudo, ormai disabitato, venne messo all'asta per poi essere acquistato dai Grimaldi che lo aggregarono al feudo di Solopaca. I Grimaldi, che ressero Telese e Solopaca sino all'abolizione del feudalesimo nel 1806, governarono i due centri. 
I lavori che fecero i Grimaldi furono azionare mulini di loro proprietà, la costruzione agli inizi del XVIII secolo di una decina di casette abitate da trenta persone.
Nel 1861 Telese era frazione di Solopaca, contava 494 abitanti.
Alla fine del XIX secolo era stato aperto un ufficio postale, erano entrati in funzione gli stabilimenti termali, fu costruita una stazione ferroviaria.
La rinascita di Telese portò i telesini a costituirsi in comitati per chiedere la separazione dal comune di Solopaca e l'istituzione di un comune autonomo. Dopo diversi anni, il 2 maggio 1931 il podestà di Solopaca concedette il suo nulla osta e con legge del 21 gennaio 1934 Telese venne eretta in comune autonomo.
Nel frattempo nacquero alcune liti con il comune di San Salvatore per la proprietà delle sorgenti termali. La lite si concluse solo nel 1957 quando i comuni decisero di costituire un consorzio per la gestione del complesso idrotermale. 

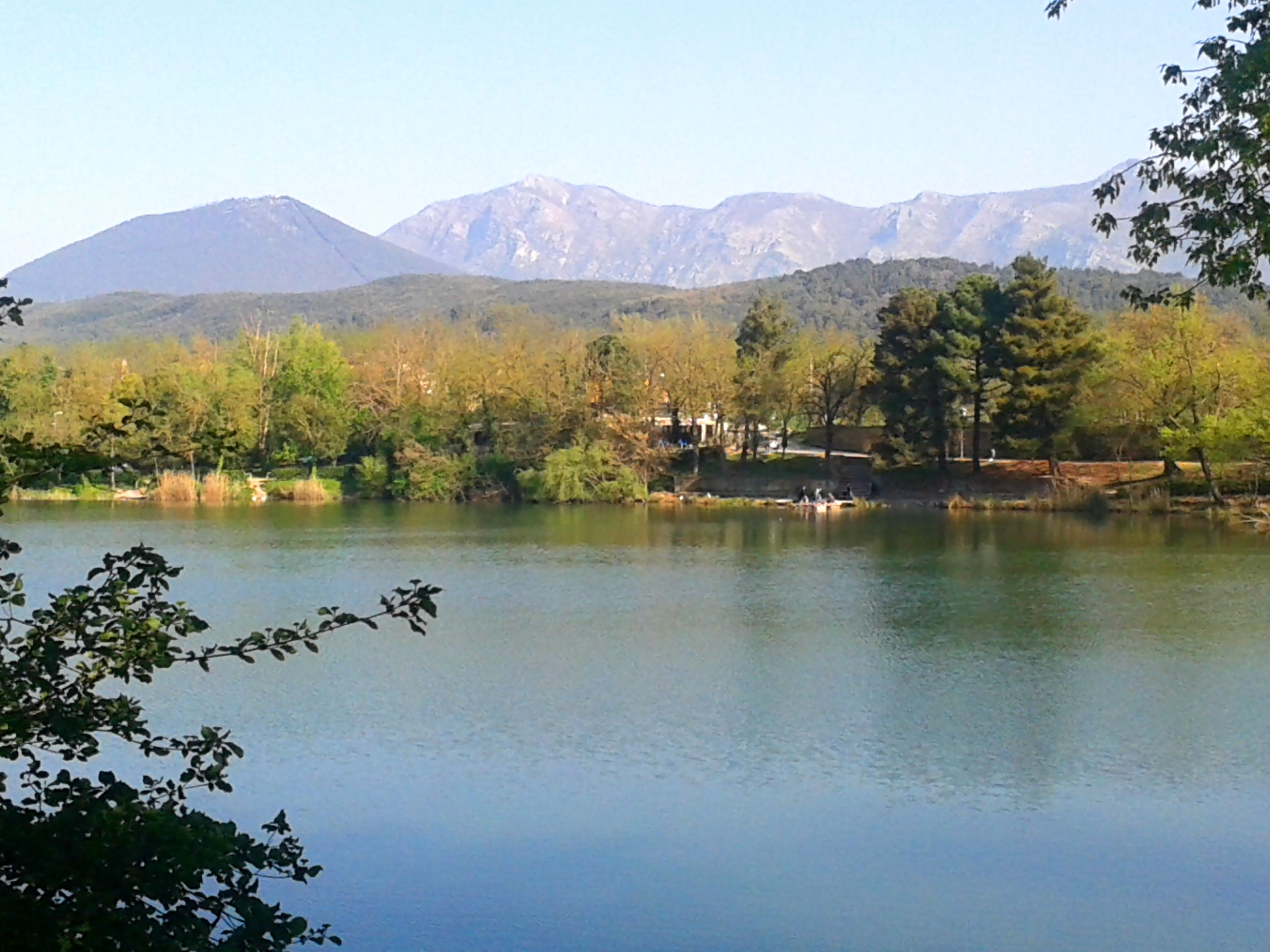
Lago di Telese

Nel 1992, dopo un referendum, il comune cambiò denominazione, da "Telese" a "Telese Terme".

### Simboli

Lo stemma in uso fino al 2020

Fino al 2020 lo stemma di Telese Terme rappresentava una sorgente zampillante, simbolo delle sorgenti termali di acqua sulfurea presenti sul territorio. Dopo il conferimento del titolo di Città nel 2014 l'amministrazione comunale decise di rinnovare il proprio emblema. Lo stemma e il gonfalone attuali sono stati concessi con decreto del presidente della Repubblica del 14 luglio 2020.
Vi è raffigurata la Torre Campanaria, monumento più rappresentativo della città, che è ciò che rimane della cattedrale della Santa Croce, edificata in epoca altomedievale ed abbandonata dopo il sisma del 1349.
Il gonfalone è un drappo partito di giallo e di verde.

### Onorificenze
Il 16 gennaio 2014 Telese Terme viene insignita del titolo di città dal Presidente della Repubblica Giorgio Napolitano.

## Monumenti e luoghi d'interesse

### Terme di Telese

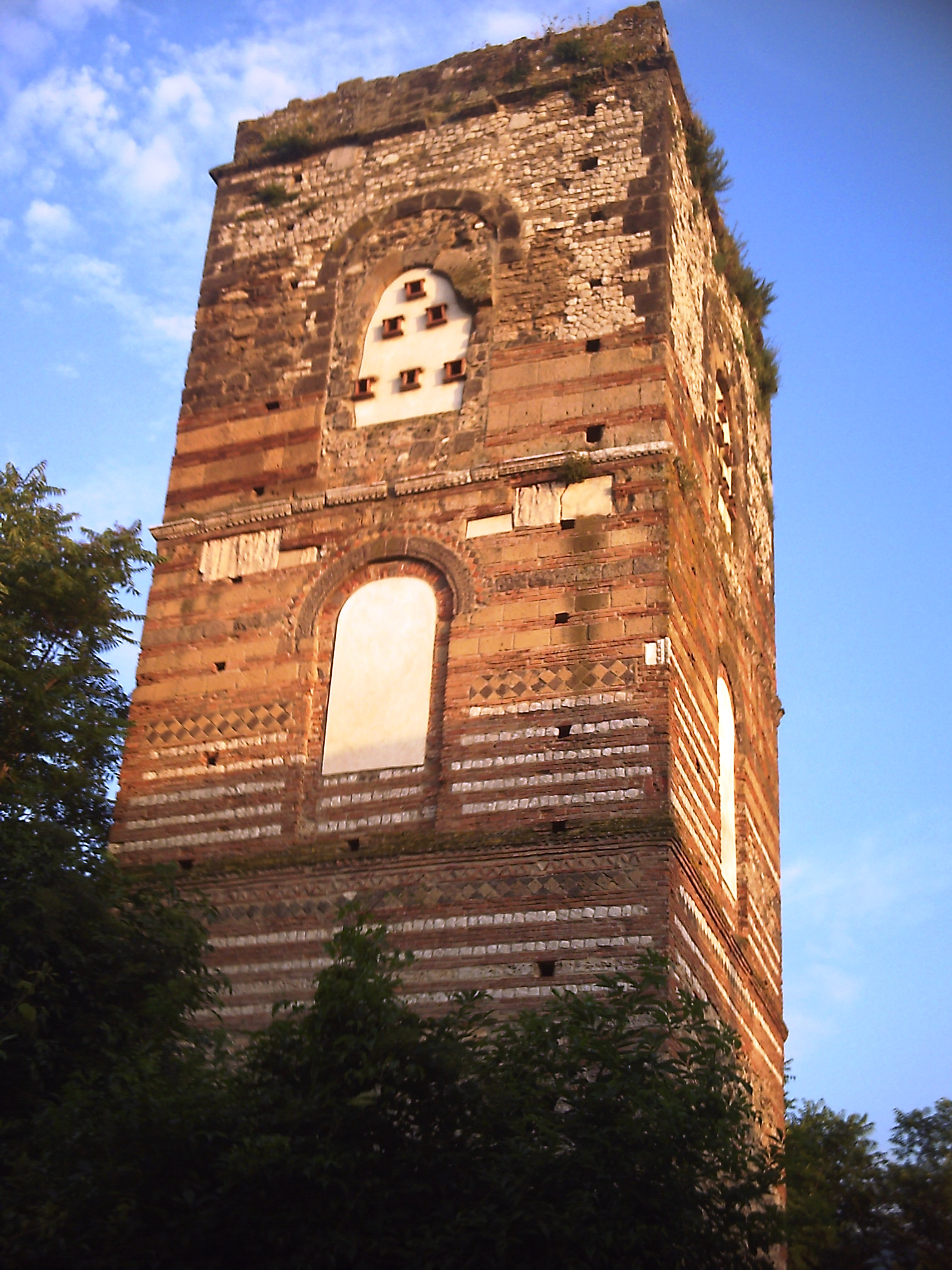
I ruderi della Cattedrale della Santa Croce (la Torre normanna).

Il complesso idrotermale, sito alle falde di monte Pugliano, è costituito da un vasto parco dove sorgono diverse strutture.
Il primo stabilimento dei "Goccioloni" fu seguito da un complesso più vasto attrezzato oggi per aerosolterapie, cure idropiniche e altri tipi di terapie.

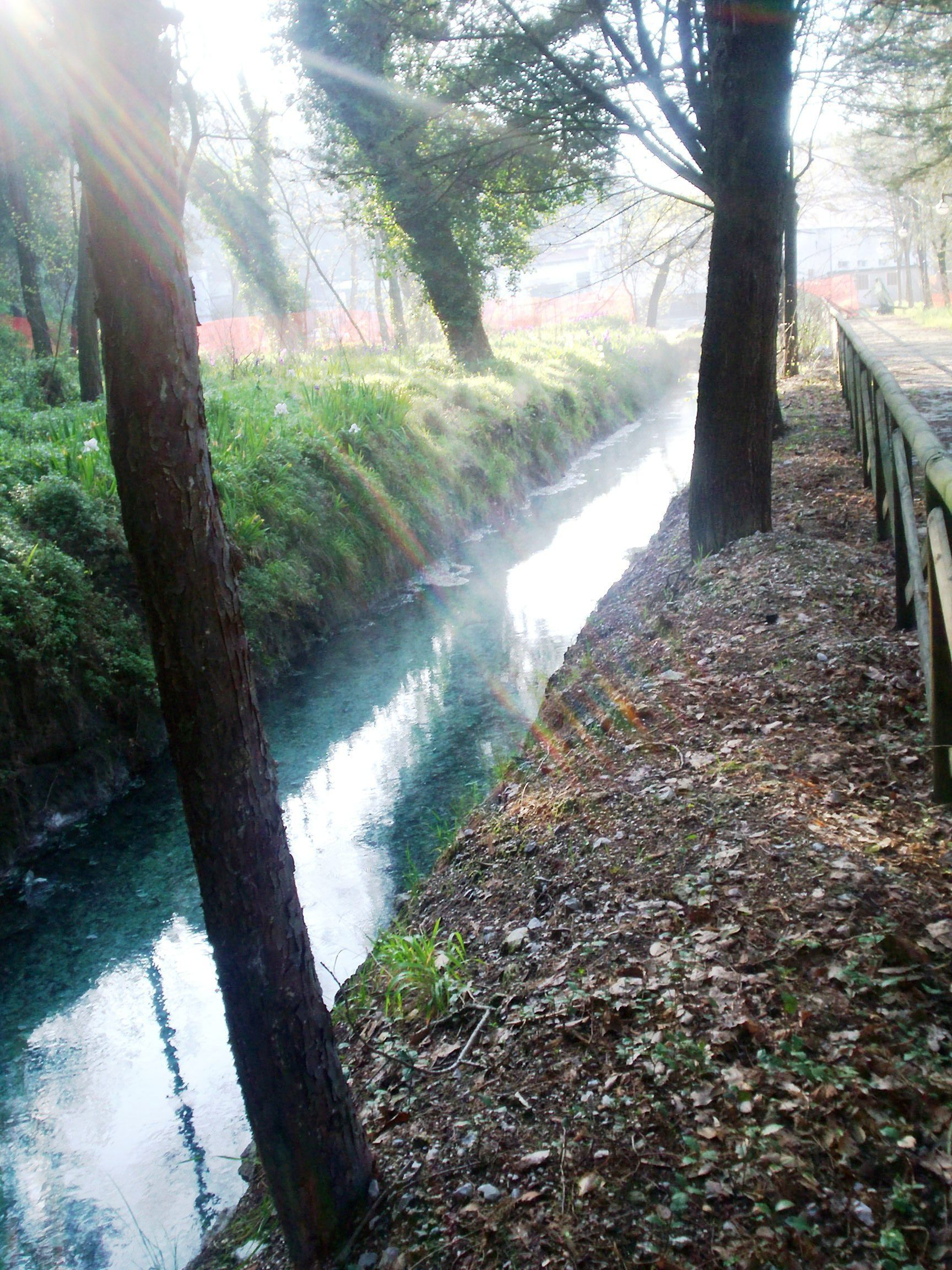
Il Canale del Cerro nel Parco delle Terme

I fenomeni di vulcanismo secondario iniziati dopo il terremoto del 1349 causarono, in pratica, la scomparsa di Telesia per diversi secoli. Solo ai primi del XIX secolo gli studi compiuti sulle acque sgorganti dalle falde del Monte Pugliano, ricche di zolfo, giunsero alla conclusione che esse non erano dannose.
Nel 1876 si avviò la costruzione delle Terme, le cui acque furono analizzate da Stanislao Cannizzaro e Francesco Mauro. L'impianto termale venne inaugurato nel 1883..
Inoltre, sul Rio Grassano, fu creato un Parco Naturalistico, nel punto in cui il Torrente Cerro si affianca al Rio Grassano.
Dopo la nascita del comune di Telese, sorsero contese con San Salvatore Telesino concluse con la costituzione di un "Consorzio" nel 1957.

### Antiche Terme Jacobelli
Le Antiche Terme Jacobelli sono state fondate nel 1861 dal Cavalier Iacobelli. Dopo l’istituzione di Telese nel 1934, le Terme furono affidate al comune. Le pozze di acqua sulfurea si trovano tra il verde e le antiche mura, i vapori sulfurei si diffondono nello spazio circostante. Il luogo ha ospitato eventi musicali e cinematografici di rilievo come il Telesia Film Festival.

### Lago di Telese
A circa 1 km dal centro di Telese, in direzione Solopaca, si trova il lago, molto frequentato per la pesca sportiva. Località turistica, da diversi decenni è simbolo della cittadina.
Formatosi a seguito del terremoto del 1349, è di origine carsica e di forma circolare, ha un perimetro di 840 metri e una profondità compresa tra i 20 e i 30 metri; la sua superficie misura circa 49.000 metri quadrati. Una caratteristica del lago è il fatto che già presso la riva è alquanto profondo.

### Resti della Cattedrale e Torre normanna
Tra i resti della Telesia medievale è da menzionare la massiccia Torre Campanaria, a base rettangolare costruita con materiali provenienti dalla Telesia romana decorata con motivi in laterizio e opus reticulatum in località Vescovado (via Roma).
Essa è quanto rimane della cattedrale della Santa Croce, edificata in epoca normanna e ricostruita successivamente assumendo il nome di S. Maria della Trinità. Fu definitivamente distrutta, per non essere più riedificata, dal terremoto del 1349: l'evento segnò il declino di Telesia, fino alla scomparsa del centro abitato, con conseguente diaspora della già esigua popolazione verso i centri viciniori, e anche la sede vescovile finì per essere trasferita in Cerreto.

## Società

### Evoluzione demografica
L'evoluzione demografica di Telese Terme dal 1861 al 2011 è la seguente:
Abitanti censiti

L'età media è di 39,5 anni. Il tasso di natalità è del 13,4%.

## Economia
Telese Terme è soprattutto centro commerciale e turistico. Luoghi di forte attrazione sono le terme e il lago.
Centro geografico della Valle Telesina, ospita due cliniche private e un centro medico specializzato nella riabilitazione.
L'agricoltura, presente ancora oggi nella zona detta "La Piana", è stata quasi del tutto surclassata dalle attività terziarie.

## Infrastrutture e trasporti

### Ferrovie
In piazzale Ferrovia è sita la stazione ferroviaria "Telese-Cerreto" della linea Napoli-Foggia.

### Strade
Il territorio comunale è attraversato:
- dalla strada statale 372 Telesina che ha uno svincolo a Telese Terme;
- dalla SS265 var di Fondo Valle Isclero che collega la strada statale 372 Telesina con la SP116 (ex strada statale 265 dei Ponti della Valle) ed ha uno svincolo in via San Giovanni;
- dalla ex strada statale 87 Sannitica che nel centro urbano prende il nome di via Roma.

#### Strade Provinciali
- dalla Strada Provinciale 79 delle Terme di Telese;
- dalla Strada Provinciale 83 che attraversa gli scavi dell’antica Telesia;
- dalla Strada Provinciale 106 ex SS Telesina;
- dalla Strada Provinciale 110 Diramazione Solopaca (Via Variante del Lago);
- dalla Strada Provinciale 113 Via San Giovanni che collega Telese Terme con la Stazione di Amorosi-Melizzano;

## Sport

### Principali Impianti sportivi pubblici
- Bocciodromo comunale (attualmente non utilizzato da alcuna società sportiva)
- Campo comunale "Cesare Alterio"
- Campo da rugby "Draghi Rugby Telese"
- Palestra Foschini
- Palazzetto dello Sport - via Lagni.

### Rugby
- Draghi Rugby Telese prima ed unica squadra della valle telesina, dal 2015 occupa il campo comunale in Viale Europa e partecipa ai campionati regionali ed extra regionali in diverse categorie (U9-U13-U15-U19-Seniores).

## Amministrazione

### Altre informazioni amministrative
Il comune fa parte dell'Unione dei comuni Città Telesina.
| Periodo | Periodo   | Primo cittadino   | Partito                      | Carica      | Note |
| ------- | --------- | ----------------- | ---------------------------- | ----------- | ---- |
| 1995    | 1999      | Giuseppe D'Occhio | Centro Cristiano Democratico | Sindaco     |      |
| 1999    | 2004      | Giuseppe D'Occhio | Centro Cristiano Democratico | Sindaco     |      |
| 2004    | 2009      | Gennaro Capasso   | Lista civica                 | Sindaco     |      |
| 2009    | 2009      | Giuseppe D'Occhio | Lista civica                 | Sindaco     |      |
| 2009    | 2010      | Antonio Orecchio  |                              | Commissario |      |
| 2010    | 2015      | Pasquale Carofano | Lista civica                 | Sindaco     |      |
| 2015    | 2020      | Pasquale Carofano | Lista civica                 | Sindaco     |      |
| 2020    | in carica | Giovanni Caporaso | Lista civica                 | Sindaco     |      |